# Matthew Ashton
Pas d'image ? Cliquez ici

a Compétitions nationales et continentales officielles uniquement.

b Matchs officiels uniquement.
Matthew Ashton dit Matty Ashton, né le 28 juillet 1998 dans le Grand Manchester (Angleterre), est un joueur international anglais de rugby à XIII évoluant au poste d'arrière ou d'ailier dans les années 2010 et 2020.
Il pratique le rugby à XIII durant son enfance au sein du club de Rochdale Mayfield avant une expatriation durant une année en Australie aux Mullumbimby Giants. De retour en Angleterre, il s'engage en 2019 aux Swinton Lions en Championship puis aux Warrington Wolves en Super League en 2020,. Avec ce dernier, il dispute une finale de Challenge Cup en 2024.
Il connaît des convocations avec l'équipe d'Angleterre et compte trois sélections.

## Palmarès
- Collectif : 
  - Finaliste de la Challenge Cup : 2024 (Warrington).

### Détails en clubs
| Saison | Saison            | Championnat  | Championnat  | Championnat | Championnat | Championnat | Championnat | Championnat | Coupe         | Coupe      | Coupe | Coupe | Coupe | Coupe | Coupe |
| Saison | Saison            | Comp.        | Class.       | M           | Pts         | Ess.        | Buts        | Dp.         | Comp.         | Class.     | M     | Pts   | Ess.  | Buts  | Dp.   |
| ------ | ----------------- | ------------ | ------------ | ----------- | ----------- | ----------- | ----------- | ----------- | ------------- | ---------- | ----- | ----- | ----- | ----- | ----- |
| 2019   | Swinton Lions     | Championship | 9e           | 24          | 128         | 30          | 4           | -           | Challenge Cup |            | -     | -     | -     | -     | -     |
| 2020   | Warrington Wolves | Super League | 1er tour     | 10          | 32          | 8           | -           | -           | Challenge Cup | 1/2 finale | 2     | 4     | 1     | -     | -     |
| 2021   | Warrington Wolves | Super League | 1er tour     | 8           | 16          | 4           | -           | -           | Challenge Cup | 1/2 finale | 1     | 4     | 1     | -     | -     |
| 2022   | Warrington Wolves | Super League | 11e          | 22          | 52          | 13          | -           | -           | Challenge Cup |            | -     | -     | -     | -     | -     |
| 2023   | Warrington Wolves | Super League | 1er tour     | 25          | 72          | 18          | -           | -           | Challenge Cup | 1/4 finale | 2     | 8     | 2     | -     | -     |
| 2024   | Warrington Wolves | Super League | Finale prél. | 25          | 108         | 27          | -           | -           | Challenge Cup | Finaliste  | 4     | 20    | 5     | -     | -     |